# Liste der Kulturdenkmäler in Hamburg-Eimsbüttel (West)
Die Liste der Kulturdenkmäler in Hamburg-Eimsbüttel (West) enthält die in der Denkmalliste ausgewiesenen Denkmäler in den Ortsteilen 301–304 des Stadtteils Eimsbüttel der Freien und Hansestadt Hamburg.
Hinweis: Die Reihenfolge der Denkmäler in dieser Liste orientiert sich an den Straßennamen und ist alternativ nach Denkmallistennummer, Art (Objekt oder Ensemble), Typ, Datierung, Entwurf oder Beschreibung sortierbar.
Basis ist der Datensatz Denkmalliste Hamburg auf dem Open Data Portal Hamburg. Dieser enthält alle Objekte, die rechtskräftig nach dem Hamburger Denkmalschutzgesetz unter Denkmalschutz stehen (§ 6 Abs. 1 DSchG HA) oder zumindest zeitweise standen. Die Denkmalliste steht auch als PDF-Dokument zur Verfügung.
Alle Denkmäler in den Ortsteilen 301–304, die schon vor der Novelle des Denkmalschutzgesetzes unter Denkmalschutz standen, sind auch auf der Liste der Kulturdenkmäler im Hamburger Bezirk Eimsbüttel zu finden.
In der Spalte Lfd. Nr. ist die eindeutige Identifikationsnummer des Denkmals zu finden (in Klammern ggf. die Denkmalnummer nach altem Denkmalschutzgesetz). In der Spalte Art ist angegeben, ob es sich um ein Objekt („O“) oder ein Ensemble („E“) handelt. In der Spalte Ensemble ist ggf. die Nummer der Ensembles angegeben, zu der das Objekt gehört, bzw. bei Ensembles die Nummer des Ensembles selbst.
Die in den Ortsteilen 305–310 von Eimsbüttel gelegenen Kulturdenkmäler sind auf der Liste der Kulturdenkmäler in Hamburg-Eimsbüttel (Ost) zu finden. Diese Liste musste wegen ihrer Größe aufgespalten werden.

| ID           | Adresse | Art | Typ                                                | Kurzbeschreibung                                                                                           | Datierung                    | Entwurf                                              | Ensemble | Bild |
| ------------ | --- | --- | -------------------------------------------------- | --- | ---------------------------- | ---------------------------------------------------- | -------- | --- |
| 30550        | Armbruststraße 1, 2, 3, 4, 5, 6, 7, 8, 9, 10, 11, 12, 13, 14, 18, 19, Bei der Apostelkirche 5, 7, 11, 15, 24, 26, 28, 30, 32, 34, o.Nr., Faberstraße 23, Grundstraße 19, 20, 21, 22, 23, 24, 25, 26, 27, 28, 29, 30, 31, 32, 33, Langenfelder Damm 5, Lappenbergsallee 23, 25, 27, 29, Matthesonstraße 1, 3, 5, 6, 7, 8, 9, 10, 11, 12, 13, 14, Methfesselstraße 2, 3, 4, 6, 7, 8, 9, 10, 11, 12, 13, 14, 15, Rellinger Straße 18, 20, 22, 23, 25, 26, 28, 29, 30, 31, 33, 34, 35, 37, 39, 41, 42, 43, 44, 45, 47, 49, 50, 51, 52, 53, 55, 56, 57, 58, 59, 61, 63, Voigtstraße 1, 3, 4, 5, 7, 9, 11, 13, 15, o.Nr., Weckmannweg 3, 4, 5, 6, 7, 8, 9, 10, 12, 14, 15, 16, o.Nr. (Lage) | E   |                                                    | Armbruststraße / Grundstraße / Matthesonstraße / Methfesselstraße / Voigtstraße / Weckmannweg              |                              |                                                      | 30550    | [[Vorlage:Bilderwunsch/code!/C:53.57635,9.94183!/D:Armbruststraße 1, 2, 3, 4, 5, 6, 7, 8, 9, 10, 11, 12, 13, 14, 18, 19, Bei der Apostelkirche 5, 7, 11, 15, 24, 26, 28, 30, 32, 34, o.Nr., Faberstraße 23, Grundstraße 19, 20, 21, 22, 23, 24, 25, 26, 27, 28, 29, 30, 31, 32, 33, Langenfelder Damm 5, Lappenbergsallee 23, 25, 27, 29, Matthesonstraße 1, 3, 5, 6, 7, 8, 9, 10, 11, 12, 13, 14, Methfesselstraße 2, 3, 4, 6, 7, 8, 9, 10, 11, 12, 13, 14, 15, Rellinger Straße 18, 20, 22, 23, 25, 26, 28, 29, 30, 31, 33, 34, 35, 37, 39, 41, 42, 43, 44, 45, 47, 49, 50, 51, 52, 53, 55, 56, 57, 58, 59, 61, 63, Voigtstraße 1, 3, 4, 5, 7, 9, 11, 13, 15, o.Nr., Weckmannweg 3, 4, 5, 6, 7, 8, 9, 10, 12, 14, 15, 16, o.Nr.!/\|BW]] |
| 18813        | Armbruststraße 1 (Lage) | O   | Mehrfamilienhaus (mit Laden)                       | | 1906                         | Frühauf, Carl Heinrich                               | 30550    | |
| 18827        | Armbruststraße 2 (Lage) | O   | Mehrfamilienhaus                                   | | 1903–1904                    | Frieling, Theodor                                    | 30550    | |
| 18812        | Armbruststraße 3 (Lage) | O   | Mehrfamilienhaus (mit Laden)                       | | 1906                         | Frühauf, Carl Heinrich                               | 30550    | |
| 18796        | Armbruststraße 4 (Lage) | O   | Mehrfamilienhaus                                   | | 1903–1904                    | nicht ermittelbar                                    | 30550    | |
| 18811        | Armbruststraße 5 (Lage) | O   | Mehrfamilienhaus (mit Laden)                       | | 1906                         | Frühauf, Carl Heinrich                               | 30550    | |
| 18717        | Armbruststraße 6 (Lage) | O   | Mehrfamilienhaus                                   | | 1904–1905                    | Frieling, Theodor                                    | 30550    | |
| 18810        | Armbruststraße 7 (Lage) | O   | Mehrfamilienhaus (mit Laden)                       | | 1906                         | Frühauf, Carl Heinrich                               | 30550    | |
| 29032        | Armbruststraße 8 (Lage) | O   | Mehrfamilienhaus                                   | | 1950er Jahre                 | nicht ermittelt                                      | 30550    | BW |
| 18809        | Armbruststraße 9 (Lage) | O   | Mehrfamilienhaus (mit Laden)                       | | 1906                         | Frühauf, Carl Heinrich                               | 30550    | |
| 29033        | Armbruststraße 10 (Lage) | O   | Mehrfamilienhaus                                   | | 1950er Jahre                 | nicht ermittelt                                      | 30550    | BW |
| 18822        | Armbruststraße 11 (Lage) | O   | Mehrfamilienhaus (mit Laden)                       | | 1907                         | Frühauf, Carl Heinrich                               | 30550    | |
| 18816        | Armbruststraße 12 (Lage) | O   | Mehrfamilienhaus (mit Laden)                       | | 1904–1905                    | Krümicken, Wilhelm                                   | 30550    | BW |
| 18823        | Armbruststraße 13 (Lage) | O   | Mehrfamilienhaus                                   | | 1903–1905                    | nicht ermittelbar                                    | 30550    | |
| 18612        | Armbruststraße 14 (Lage) | O   | Mehrfamilienhaus (mit Laden)                       | | 1908                         | Krümicken, Wilhelm                                   | 30550    | |
| 18263        | Armbruststraße 18 (Lage) | O   | Mehrfamilienhaus                                   | | 1905                         | Frühauf, Carl Heinrich                               | 30550    | BW |
| 18824        | Armbruststraße 19 (Lage) | O   | Mehrfamilienhaus                                   | | 1903/1904                    | Kaune, Heinrich                                      | 30550    | BW |
| 18438 (1531) | Armbruststraße 21 (Lage) | O   | Grenzstein                                         | | 1862                         |                                                      |          | |
| 18825        | Bei der Apostelkirche 5 (Lage) | O   | Mehrfamilienhaus                                   | | 1903                         | Just, Emil Richard                                   | 30550    | |
| 18826        | Bei der Apostelkirche 7 (Lage) | O   | Mehrfamilienhaus                                   | | 1904                         | Frieling, Theodor                                    | 30550    | |
| 18613        | Bei der Apostelkirche 11 (Lage) | O   | Mehrfamilienhaus                                   | | 1902/1903                    | Frieling, Theodor                                    | 30550    | BW |
| 18259        | Bei der Apostelkirche 15 (Lage) | O   | Mehrfamilienhaus (mit Laden)                       | | 1903                         | Frieling, Theodor                                    | 30550    | BW |
| 18841        | Bei der Apostelkirche 24 (Lage) | O   | Mehrfamilienhaus                                   | | 1904                         | Lindhorst, Albert                                    | 30550    | BW |
| 18861        | Bei der Apostelkirche 26 (Lage) | O   | Mehrfamilienhaus; Einfriedung (in Teilen)          | | 1905                         | Barca, Adolph; Winterfeldt                           | 30550    | BW |
| 18872        | Bei der Apostelkirche 28 (Lage) | O   | Mehrfamilienhaus; Einfriedung (in Teilen)          | | 1904                         | Lindhorst, Albert                                    | 30550    | BW |
| 18868        | Bei der Apostelkirche 30 (Lage) | O   | Mehrfamilienhaus                                   | | 1904                         | Lindhorst, Albert                                    | 30550    | BW |
| 18871        | Bei der Apostelkirche 32 (Lage) | O   | Mehrfamilienhaus                                   | | 1902                         | Stöterau, Chr.                                       | 30550    | BW |
| 18869        | Bei der Apostelkirche 34 (Lage) | O   | Mehrfamilienhaus                                   | | 1902                         | Stöterau, Chr.                                       | 30550    | BW |
| 18866        | Bei der Apostelkirche o.Nr. (Lage) | O   | Litfaßsäule                                        | | 19. Jh., 2. Hälfte           |                                                      | 30550    | |
| 30571        | Eidelstedter Weg 63, 63a, 65, 67, 69, 69a, 71, 73, 75, Hellkamp 75, 77, 79, 81, Lutterothstraße 62, 64, 66, 66a, 68, 68a, 70, 72, 74, Methfesselstraße 100, 102 (Lage) | E   |                                                    | Eidelstedter Weg / Methfesselstraße / Lutterothstraße / Hellkamp                                           |                              |                                                      | 30571    | BW |
| 18593        | Eidelstedter Weg 63, 63a (Lage) | O   | Mehrfamilienhaus                                   | | 1909                         | Nagel & Dehmlow (Nagel, T./Dehmlow, Ernst)           | 30571    | BW |
| 18592        | Eidelstedter Weg 65 (Lage) | O   | Mehrfamilienhaus                                   | | 1908–1909                    | Nagel & Dehmlow (Nagel, T./Dehmlow, Ernst)           | 30571    | BW |
| 18590        | Eidelstedter Weg 67 (Lage) | O   | Mehrfamilienhaus                                   | | 1908–1909                    | Nagel & Dehmlow (Nagel, T./Dehmlow, Ernst)           | 30571    | BW |
| 18581        | Eidelstedter Weg 69 (Lage) | O   | Mehrfamilienhaus                                   | | 1908–1909                    | Nagel & Dehmlow (Nagel, T./Dehmlow, Ernst)           | 30571    | BW |
| 18591        | Eidelstedter Weg 69a (Lage) | O   | Mehrfamilienhaus                                   | | 1908–1909                    | Nagel & Dehmlow (Nagel, T./Dehmlow, Ernst)           | 30571    | BW |
| 18598        | Eidelstedter Weg 71 (Lage) | O   | Mehrfamilienhaus                                   | | 1908–1909                    | Nagel & Dehmlow (Nagel, T./Dehmlow, Ernst)           | 30571    | BW |
| 18580        | Eidelstedter Weg 73 (Lage) | O   | Mehrfamilienhaus (mit Laden)                       | | 1906–1907                    | Olesen, Johannes                                     | 30571    | BW |
| 18587        | Eidelstedter Weg 75 (Lage) | O   | Mehrfamilienhaus (mit Laden); Einfriedung          | | 1906–1907                    | Bünger, C. B.; Frühauf, Carl Heinrich                | 30571    | BW |
| 30572        | Eidelstedter Weg 91, 93, 95, 97, 99, 101, 103, 105, 107, Lutterothstraße 76, 78, 80, 82, 84, 86, 88, 90, 92, 94, 96, 98, 100, Methfesselstraße 69, 71, 73 (Lage) | E   |                                                    | Stephanuskirche Eidelstedter Weg                                                                           |                              |                                                      | 30572    | BW |
| 17300        | Eidelstedter Weg 91, 93 (Lage) | O   | Mehrfamilienhaus                                   | | 1910–1911                    | Nagel & Dehmlow (Nagel, T./Dehmlow, Ernst)           | 30572    | BW |
| 17299        | Eidelstedter Weg 95, 97 (Lage) | O   | Mehrfamilienhaus (mit Laden)                       | | 1910–1911                    | Nagel & Dehmlow (Nagel, T./Dehmlow, Ernst)           | 30572    | BW |
| 17298        | Eidelstedter Weg 99, 101 (Lage) | O   | Mehrfamilienhaus (mit Laden)                       | | 1910–1911                    | Jahnke, Hermann J.                                   | 30572    | BW |
| 17296        | Eidelstedter Weg 103, 105 (Lage) | O   | Mehrfamilienhaus                                   | | 1910–1911                    | Hansen, Johannes Carl                                | 30572    | BW |
| 17301 (1738) | Eidelstedter Weg 107 (Lage) | O   | Pastorat                                           | | 1927                         | Distel & Grubitz (Distel, Hermann/Grubitz, August)   | 30572    | BW |
| 17139        | Eidelstedter Weg in der Straße westlich von Nr. 107 (Lage) | O   | Grenzstein                                         | | 1911, nach                   |                                                      |          | |
| 18399        | Eidelstedter Weg vor Nr. 93 (Lage) | O   | Grenzstein                                         | | 1913                         |                                                      |          | |
| 18814        | Faberstraße 23 (Lage) | O   | Mehrfamilienhaus (mit Laden)                       | | 1904                         | Just, Emil Richard                                   | 30550    | BW |
| 18798        | Grundstraße 19 (Lage) | O   | Mehrfamilienhaus                                   | | 1905–1906                    | Harra, Carl                                          | 30550    | BW |
| 18805        | Grundstraße 20 (Lage) | O   | Mehrfamilienhaus (mit Laden)                       | | 1902                         | Behrend, S. J.                                       | 30550    | |
| 18799        | Grundstraße 21 (Lage) | O   | Mehrfamilienhaus                                   | | 1905–1906                    | Harra, Carl                                          | 30550    | BW |
| 18818        | Grundstraße 22 (Lage) | O   | Mehrfamilienhaus (mit Laden)                       | | 1905, um                     | nicht ermittelbar                                    | 30550    | |
| 18800        | Grundstraße 23 (Lage) | O   | Mehrfamilienhaus                                   | | 1905–1906                    | Harra, Carl                                          | 30550    | BW |
| 18611        | Grundstraße 24 (Lage) | O   | Mehrfamilienhaus (mit Laden)                       | | 1902                         | Frieling, Theodor                                    | 30550    | |
| 18801        | Grundstraße 25 (Lage) | O   | Mehrfamilienhaus                                   | | 1905–1906                    | Harra, Carl                                          | 30550    | BW |
| 18839        | Grundstraße 26 (Lage) | O   | Mehrfamilienhaus                                   | | 1902/1903                    | Frieling, Theodor                                    | 30550    | |
| 18802        | Grundstraße 27 (Lage) | O   | Mehrfamilienhaus                                   | | 1905–1906                    | Harra, Carl                                          | 30550    | BW |
| 18870        | Grundstraße 28 (Lage) | O   | Mehrfamilienhaus                                   | | 1905                         | Ströh, F.                                            | 30550    | |
| 18803        | Grundstraße 29 (Lage) | O   | Mehrfamilienhaus                                   | | 1905–1906                    | Harra, Carl                                          | 30550    | BW |
| 18863        | Grundstraße 30, 32 (Lage) | O   | Mehrfamilienhaus (mit Laden)                       | | 1904                         | Ströh, F.                                            | 30550    | |
| 18831        | Grundstraße 31 (Lage) | O   | Mehrfamilienhaus (mit Laden)                       | | 1905–1906                    | Frühauf, Carl Heinrich                               | 30550    | BW |
| 18830        | Grundstraße 33 (Lage) | O   | Mehrfamilienhaus                                   | | 1955                         | nicht ermittelt                                      | 30550    | BW |
| 30587        | Hartwig-Hesse-Straße 1, 3, 5, 6, 7, 8, 9, 10, 11, 12, 13, 14, 15, 16, 17, 18, 19, 20, 21, 22, 23, 24, 25, 26, 27, 28, 29, 30, 32, 33, 34, 35, 36, 37, 38, 39, 40, 41, 42, 43, 44, 45, 46, 48, 50, 52, 54, 56, o.Nr., Luruper Weg 2, 3, 4, 5, 6, 7, 8, 9, 10, 11, 12, 13, 14, 15, 16, 17, 18, 19, 20, 21, 22, 23, 24, 25, 27, 29, 31, 38, 39, 40, 41, 42, 43, 44, 45, 46, 48, 50, o.Nr., Lutterothstraße 75, 77, 79, 81, 83, 85, 87, 89, 91, 93, 95, 97, 99, 101, 103, Methfesselstraße 65, 67, Sartoriusstraße 24, 27, 30, 31, 33, 35, Stellinger Weg 53, 55, 57 (Lage) | E   |                                                    | Hartwig-Hesse-Straße / Luruper Weg / Lutterothstraße / Methfesselstraße / Sartoriusstraße / Stellinger Weg |                              |                                                      | 30587    | [[Vorlage:Bilderwunsch/code!/C:53.58092,9.94289!/D:Hartwig-Hesse-Straße 1, 3, 5, 6, 7, 8, 9, 10, 11, 12, 13, 14, 15, 16, 17, 18, 19, 20, 21, 22, 23, 24, 25, 26, 27, 28, 29, 30, 32, 33, 34, 35, 36, 37, 38, 39, 40, 41, 42, 43, 44, 45, 46, 48, 50, 52, 54, 56, o.Nr., Luruper Weg 2, 3, 4, 5, 6, 7, 8, 9, 10, 11, 12, 13, 14, 15, 16, 17, 18, 19, 20, 21, 22, 23, 24, 25, 27, 29, 31, 38, 39, 40, 41, 42, 43, 44, 45, 46, 48, 50, o.Nr., Lutterothstraße 75, 77, 79, 81, 83, 85, 87, 89, 91, 93, 95, 97, 99, 101, 103, Methfesselstraße 65, 67, Sartoriusstraße 24, 27, 30, 31, 33, 35, Stellinger Weg 53, 55, 57!/\|BW]] |
| 19041        | Hartwig-Hesse-Straße 1 (Lage) | O   | Mehrfamilienhaus (mit Laden)                       | | 1909                         | Stüwe, Otto                                          | 30587    | BW |
| 19057        | Hartwig-Hesse-Straße 3, 5 (Lage) | O   | Mehrfamilienhaus                                   | | 1909–1910                    | Stüwe, Otto                                          | 30587    | BW |
| 19049        | Hartwig-Hesse-Straße 6 (Lage) | O   | Mehrfamilienhaus/Gaststätte                        | | 1909–1910                    | Lindhorst, Albert                                    | 30587    | BW |
| 19056        | Hartwig-Hesse-Straße 7, 9 (Lage) | O   | Mehrfamilienhaus                                   | | 1909–1910                    | Stüwe, Otto                                          | 30587    | BW |
| 19047        | Hartwig-Hesse-Straße 8 (Lage) | O   | Mehrfamilienhaus                                   | | 1910                         | Lindhorst, Albert                                    | 30587    | BW |
| 19046        | Hartwig-Hesse-Straße 10, 12 (Lage) | O   | Mehrfamilienhaus                                   | | 1910                         | Stüwe, Otto                                          | 30587    | BW |
| 19055        | Hartwig-Hesse-Straße 11, 13 (Lage) | O   | Mehrfamilienhaus                                   | | 1909–1910                    | Stüwe, Otto                                          | 30587    | BW |
| 19044        | Hartwig-Hesse-Straße 14, 16 (Lage) | O   | Mehrfamilienhaus (mit Laden)                       | | 1910–1911                    | Stüwe, Otto                                          | 30587    | BW |
| 19054        | Hartwig-Hesse-Straße 15, 17 (Lage) | O   | Mehrfamilienhaus                                   | | 1909–1910                    | Stüwe, Otto                                          | 30587    | BW |
| 19043        | Hartwig-Hesse-Straße 18, 20 (Lage) | O   | Mehrfamilienhaus                                   | | 1910–1911                    | Stüwe, Otto                                          | 30587    | BW |
| 19053        | Hartwig-Hesse-Straße 19, 21 (Lage) | O   | Mehrfamilienhaus                                   | | 1909–1910                    | Stüwe, Otto                                          | 30587    | BW |
| 19045        | Hartwig-Hesse-Straße 22, 24 (Lage) | O   | Mehrfamilienhaus (mit Laden)                       | | 1910–1911                    | Stüwe, Otto                                          | 30587    | BW |
| 19052        | Hartwig-Hesse-Straße 23, 25 (Lage) | O   | Mehrfamilienhaus                                   | | 1910                         | Stüwe, Otto                                          | 30587    | BW |
| 19042        | Hartwig-Hesse-Straße 26 (Lage) | O   | Mehrfamilienhaus (mit Laden)                       | | 1910–1911                    | Lindhorst, Albert                                    | 30587    | BW |
| 19051        | Hartwig-Hesse-Straße 27 (Lage) | O   | Mehrfamilienhaus                                   | | 1909–1910                    | Hansen, Johannes Carl                                | 30587    | BW |
| 19087        | Hartwig-Hesse-Straße 28 (Lage) | O   | Mehrfamilienhaus (mit Laden); Einfriedung          | | 1909–1910                    | Nagel & Dehmlow (Nagel, T./Dehmlow, Ernst)           | 30587    | BW |
| 19040        | Hartwig-Hesse-Straße 29 (Lage) | O   | Mehrfamilienhaus (mit Laden)                       | | 1909–1910                    | Hansen, Johannes Carl                                | 30587    | BW |
| 19088        | Hartwig-Hesse-Straße 30, 32 (Lage) | O   | Mehrfamilienhaus                                   | | 1909–1911                    | Nagel & Dehmlow (Nagel, T./Dehmlow, Ernst)           | 30587    | BW |
| 18977        | Hartwig-Hesse-Straße 33 (Lage) | O   | Mehrfamilienhaus                                   | | 1909–1910 (vermutl.)         | Hansen, Johannes Carl                                | 30587    | BW |
| 19070        | Hartwig-Hesse-Straße 34, 36 (Lage) | O   | Mehrfamilienhaus                                   | | 1951/1960                    | nicht ermittelt                                      | 30587    | BW |
| 19068        | Hartwig-Hesse-Straße 35, 37 (Lage) | O   | Mehrfamilienhaus (mit Laden)                       | | 1909–1910                    | Frühauf, Carl Heinrich                               | 30587    | BW |
| 19014        | Hartwig-Hesse-Straße 38, 40 (Lage) | O   | Mehrfamilienhaus                                   | | 1951/1960                    | nicht ermittelt                                      | 30587    | BW |
| 19072        | Hartwig-Hesse-Straße 39, 41 (Lage) | O   | Mehrfamilienhaus (mit Laden)                       | | 1909–1910                    | Frühauf, Carl Heinrich                               | 30587    | BW |
| 19038        | Hartwig-Hesse-Straße 42, 44 (Lage) | O   | Mehrfamilienhaus (mit Laden); Einfriedung (Nr. 42) | | 1911                         | Nagel & Dehmlow (Nagel, T./Dehmlow, Ernst)           | 30587    | BW |
| 19060        | Hartwig-Hesse-Straße 43, 45 (Lage) | O   | Mehrfamilienhaus                                   | | 1909–1910                    | Frühauf, Carl Heinrich                               | 30587    | BW |
| 19037        | Hartwig-Hesse-Straße 46, 48 (Lage) | O   | Mehrfamilienhaus (mit Laden); Einfriedung (Nr. 48) | | 1911–1912                    | Nagel & Dehmlow (Nagel, T./Dehmlow, Ernst)           | 30587    | BW |
| 19036        | Hartwig-Hesse-Straße 50, 52 (Lage) | O   | Mehrfamilienhaus                                   | | 1911–1912                    | Nagel & Dehmlow (Nagel, T./Dehmlow, Ernst)           | 30587    | BW |
| 19035        | Hartwig-Hesse-Straße 54, 56 (Lage) | O   | Mehrfamilienhaus (mit Laden, vermutl.)             | | 1910, um                     | nicht ermittelbar                                    | 30587    | BW |
| 19071        | Hartwig-Hesse-Straße o.Nr. (Lage) | O   | Straßenpflaster                                    | | 1909                         |                                                      | 30587    | BW |
| 18596        | Hellkamp 75 (Lage) | O   | Mehrfamilienhaus                                   | | 1908–1909                    | Barca, Adolph/Pierstorff, Ulrich                     | 30571    | BW |
| 18588        | Hellkamp 77 (Lage) | O   | Mehrfamilienhaus                                   | | 1908–1910                    | Barca, Adolph/Pierstorff, Ulrich                     | 30571    | BW |
| 18597        | Hellkamp 79 (Lage) | O   | Mehrfamilienhaus                                   | | 1909                         | Nagel & Dehmlow (Nagel, T./Dehmlow, Ernst)           | 30571    | BW |
| 18589        | Hellkamp 81 (Lage) | O   | Mehrfamilienhaus (mit Laden)                       | | 1909                         | Nagel & Dehmlow (Nagel, T./Dehmlow, Ernst)           | 30571    | BW |
| 30619        | Heußweg 65, Telemannstraße 10 (Lage) | E   |                                                    | Schule Telemannstraße                                                                                      |                              |                                                      | 30619    | |
| 28711 (1739) | Heußweg 65 (Lage) | O   | Schule (Volksschule)                               | Schulgebäude mit Turnhalle, Schulhofmauer, Bauschmuck                                                      | 1909–1911                    | Erbe, Albert; Schmidt                                | 30619    | |
| 17620        | Heußweg 71, 73 (Lage) | O   | Etagenhaus (mit Laden)                             | | 1907–1908                    | Muxfeldt, H. C.                                      | 30548    | |
| 17621        | Heußweg 75, 77 (Lage) | O   | Etagenhaus                                         | | 1908–1909                    | Muxfeldt, H. C.                                      | 30548    | |
| 18216        | Heußweg 79, 79a (Lage) | O   | Etagenhaus (mit Laden)                             | | 1908–1909                    | Stüwe, Otto                                          | 30548    | |
| 18222        | Heußweg 81, 83 (Lage) | O   | Etagenhaus                                         | | 1908 (vermutl.)              | nicht ermittelbar                                    | 30548    | |
| 18221        | Heußweg 85, 87 (Lage) | O   | Etagenhaus (mit Laden)                             | | 1908                         | Mandix, Heinrich                                     | 30548    | |
| 18238        | Heußweg 89 (Lage) | O   | Mehrfamilienhaus (mit Laden)                       | | 1950/1960                    | nicht ermittelt                                      | 30548    | |
| 18220        | Heußweg 93 (Lage) | O   | Etagenhaus (mit Laden und Gaststätte)              | | 1906–1907                    | Engel, Semmy                                         | 30548    | |
| 18214        | Heußweg 95, 97 (Lage) | O   | Etagenhaus (mit Laden)                             | | 1906–1907; 1911              | Frühauf, Carl Heinrich                               | 30548    | |
| 18217        | Heußweg 99, 101 (Lage) | O   | Etagenhaus (mit Laden)                             | | 1906                         | Lindhorst, Albert                                    | 30548    | |
| 18218        | Heußweg 103, 105 (Lage) | O   | Etagenhaus                                         | | 1906–1907                    | Lindhorst, Albert                                    | 30548    | |
| 18219        | Heußweg 107 (Lage) | O   | Etagenhaus                                         | | 1906–1907                    | Lindhorst, Albert                                    | 30548    | |
| 18212        | Heußweg 109 (Lage) | O   | Etagenhaus                                         | | 1906–1907                    | Lindhorst, Albert                                    | 30548    | |
| 15331        | Heußweg 111 (Lage) | O   | Etagenhaus                                         | | 1906–1907                    | Lindhorst, Albert                                    | 30548    | |
| 18181        | Högenstraße auf dem Fußweg vor Nr. 49 a (Lage) | O   | Grenzstein                                         | | 1913, um                     |                                                      |          | |
| 18440        | Högenstraße auf dem Fußweg vor Nr. 49 a (Lage) | O   | Grenzstein                                         | | nicht ermittelt              |                                                      |          | BW |
| 18406        | Högenstraße auf der Straßenmitte vor Nr. 54b (Lage) | O   | Grenzstein                                         | | 1913, um                     |                                                      |          | |
| 18432        | Högenstraße auf der Straßenmitte vor Nr. 54b (Lage) | O   | Grenzstein                                         | | 1913, um                     |                                                      |          | |
| 18433        | Högenstraße auf der Straßenmitte vor Nr. 54b (Lage) | O   | Grenzstein                                         | | 1913, um                     |                                                      |          | |
| 18401        | Högenstraße südlich von Nr. 60 (Lage) | O   | Grenzstein                                         | | 1913, um                     |                                                      |          | |
| 18180        | Högenstraße vor Nr. 54 d (Lage) | O   | Grenzstein                                         | | 1913, um                     |                                                      |          | BW |
| 18434        | Högenstraße westlich von Nr. 50 (Lage) | O   | Grenzstein                                         | | 1913                         |                                                      |          | |
| 18435        | Högenstraße westlich von Nr. 50 (Lage) | O   | Grenzstein                                         | | 1910, nach                   |                                                      |          | |
| 18261        | Langenfelder Damm 5 (Lage) | O   | Mehrfamilienhaus                                   | | 1903–1904                    | Behrend, S. J.                                       | 30550    | BW |
| 18850        | Lappenbergsallee 23, 25 (Lage) | O   | Mehrfamilienhaus (mit Laden)                       | | 1901                         | Stöterau, Chr.                                       | 30550    | |
| 18804        | Lappenbergsallee 27 (Lage) | O   | Mehrfamilienhaus (mit Laden)                       | | 1899                         | Walkerling, Emil                                     | 30550    | |
| 18258        | Lappenbergsallee 29 (Lage) | O   | Mehrfamilienhaus (mit Laden)                       | | 1899                         | Walkerling, Emil                                     | 30550    | |
| 19086        | Luruper Weg 2, 4 (Lage) | O   | Mehrfamilienhaus (mit Laden)                       | | 1906–1907                    | Höltig, E. C. H.                                     | 30587    | BW |
| 19034        | Luruper Weg 3, 5 (Lage) | O   | Mehrfamilienhaus                                   | | 1910                         | Olesen, Johannes                                     | 30587    | BW |
| 19075        | Luruper Weg 6 (Lage) | O   | Mehrfamilienhaus                                   | | 1908                         | Höltig, E. C. H.; Möller, C. V.                      | 30587    | BW |
| 19058        | Luruper Weg 7, 9 (Lage) | O   | Mehrfamilienhaus                                   | | 1907                         | Höltig, E. C. H.                                     | 30587    | BW |
| 19017        | Luruper Weg 8, 10 (Lage) | O   | Mehrfamilienhaus                                   | | 1906/1908                    | Hölteg, E. C. H.                                     | 30587    | BW |
| 19033        | Luruper Weg 11, 13 (Lage) | O   | Mehrfamilienhaus (mit Laden)                       | | 1907                         | Höltig, E. C. H.                                     | 30587    | BW |
| 19081        | Luruper Weg 12, 14 (Lage) | O   | Mehrfamilienhaus                                   | | 1908                         | Höltig, E. C. H.                                     | 30587    | BW |
| 19082        | Luruper Weg 15, 17 (Lage) | O   | Mehrfamilienhaus (mit Laden)                       | | 1908                         | Höltig, E. C. H.                                     | 30587    | BW |
| 18973        | Luruper Weg 16, 18 (Lage) | O   | Mehrfamilienhaus                                   | | 1909                         | Höltig, E. C. H.                                     | 30587    | BW |
| 19006        | Luruper Weg 19, 21 (Lage) | O   | Mehrfamilienhaus                                   | | 1908                         | Höltig, E. C. H.; Kahns/Wilke                        | 30587    | BW |
| 19083        | Luruper Weg 20 (Lage) | O   | Mehrfamilienhaus                                   | | 1955                         | Weymar, Hans-Hermann                                 | 30587    | BW |
| 19084        | Luruper Weg 22 (Lage) | O   | Mehrfamilienhaus (mit Laden)                       | | 1908–1909                    | Mellfs, Heinrich/Christens, F.                       | 30587    | BW |
| 19015        | Luruper Weg 23, 25 (Lage) | O   | Mehrfamilienhaus                                   | | 1908                         | Höltig, E. C. H.                                     | 30587    | BW |
| 19085        | Luruper Weg 24 (Lage) | O   | Mehrfamilienhaus                                   | | 1909/1910                    | Mellfs, Heinrich/Christens, F.                       | 30587    | BW |
| 19039        | Luruper Weg 27, 29 (Lage) | O   | Mehrfamilienhaus                                   | | 1906, um                     | nicht ermittelbar                                    | 30587    | BW |
| 19013        | Luruper Weg 31 (Lage) | O   | Mehrfamilienhaus (mit Laden)                       | | 1906–1908                    | Höltig, E. C. H.                                     | 30587    | BW |
| 19064        | Luruper Weg 38 (Lage) | O   | Mehrfamilienhaus/Gaststätte                        | | 1908                         | Höltig, E. C. H.; Wönckhaus, Wilhelm                 | 30587    | BW |
| 19073        | Luruper Weg 39, 41 (Lage) | O   | Mehrfamilienhaus                                   | | 1908                         | Höltig, E. C. H.; Rauch, Paul; König, Emil           | 30587    | BW |
| 19065        | Luruper Weg 40, 42 (Lage) | O   | Mehrfamilienhaus                                   | | 1906–1907                    | Höltig, E. C. H.                                     | 30587    | BW |
| 19074        | Luruper Weg 43, 45 (Lage) | O   | Mehrfamilienhaus (mit Laden)                       | | 1908                         | Höltig, E. C. H.                                     | 30587    | BW |
| 19066        | Luruper Weg 44, 46 (Lage) | O   | Mehrfamilienhaus                                   | | 1907 (vermutl.)              | Höltig, E. C. H.                                     | 30587    | BW |
| 19067        | Luruper Weg 48, 50 (Lage) | O   | Mehrfamilienhaus                                   | | 1907                         | Höltig, E. C. H.                                     | 30587    | BW |
| 19061        | Luruper Weg o.Nr. (Lage) | O   | Straßenpflaster                                    | | 1910                         |                                                      | 30587    | |
| 18402        | Lutterothstraße 31 (Lage) | O   | Mehrfamilienhaus (mit Laden)                       | | 1909                         | Nagel & Dehmlow (Nagel, T./Dehmlow, Ernst)           |          | BW |
| 18393        | Lutterothstraße 33 (Lage) | O   | Mehrfamilienhaus (mit Laden)                       | | 1909                         | Nagel & Dehmlow (Nagel, T./Dehmlow, Ernst)           |          | BW |
| 18391 (1740) | Lutterothstraße 34, 36 (Lage) | O   | Schule (Volksschule)                               | Schule Lutterothstraße 34/36                                                                               | 1906–1908; 1956              | Erbe, Albert; Necker, Theodor; Bezirksamt Eimsbüttel |          | weitere Bilder |
| 18594        | Lutterothstraße 62, 64 (Lage) | O   | Mehrfamilienhaus (mit Laden)                       | | 1908–1909                    | Barca, Adolph/Pierstorff, Ulrich                     | 30571    | BW |
| 30586        | Lutterothstraße 63, 65, 65a, 65b, 67, 69, 71, 73, Methfesselstraße 84, 86, 88, 90, 92, 94, 96, Stellinger Weg 36, 38a, 38b, 38c, 38d, 38e, 38f (Lage) | E   |                                                    | Lutterothstraße / Methfesselstraße / Stellinger Weg                                                        |                              |                                                      | 30586    | |
| 17628 (1360) | Lutterothstraße 63 (Lage) | O   | Mehrfamilienhaus (mit Laden)                       | | 1909–1910                    | Pierstorff & Plötz (Pierstorff, Ulrich/Plötz, Carl)  | 30586    | BW |
| 18462 (1360) | Lutterothstraße 65 (Lage) | O   | Mehrfamilienhaus (mit Laden)                       | | 1909–1910                    | Pierstorff & Plötz (Pierstorff, Ulrich/Plötz, Carl)  | 30586    | BW |
| 18461 (1360) | Lutterothstraße 65a (Lage) | O   | Mehrfamilienhaus (mit Laden)                       | | 1909–1910                    | Pierstorff & Plötz (Pierstorff, Ulrich/Plötz, Carl)  | 30586    | BW |
| 18453 (1360) | Lutterothstraße 65b (Lage) | O   | Mehrfamilienhaus (mit Laden)                       | | 1909–1910                    | Pierstorff & Plötz (Pierstorff, Ulrich/Plötz, Carl)  | 30586    | BW |
| 18595 (1881) | Lutterothstraße 66 (Lage) | O   | Mehrfamilienhaus (mit Laden)                       | | 1908–1909                    | Barca, Adolph/Pierstorff, Ulrich                     | 30571    | BW |
| 18585 (1881) | Lutterothstraße 66a (Lage) | O   | Mehrfamilienhaus (mit Laden)                       | | 1908–1909                    | Barca, Adolph/Pierstorff, Ulrich                     | 30571    | BW |
| 17627 (1360) | Lutterothstraße 67 (Lage) | O   | Mehrfamilienhaus (mit Laden)                       | | 1909–1910                    | Pierstorff & Plötz (Pierstorff, Ulrich/Plötz, Carl)  | 30586    | BW |
| 18582 (1881) | Lutterothstraße 68 (Lage) | O   | Mehrfamilienhaus (mit Laden)                       | | 1908–1909                    | Barca, Adolph/Pierstorff, Ulrich                     | 30571    | BW |
| 18586 (1881) | Lutterothstraße 68a (Lage) | O   | Mehrfamilienhaus (mit Laden)                       | | 1908–1909                    | Barca, Adolph/Pierstorff, Ulrich                     | 30571    | BW |
| 17626 (1360) | Lutterothstraße 69 (Lage) | O   | Mehrfamilienhaus (mit Laden)                       | | 1908–1909; 1950–1951         | Krug, Heinrich/Martens; Jürgensen (Wiederaufbau)     | 30586    | BW |
| 18583 (1881) | Lutterothstraße 70 (Lage) | O   | Mehrfamilienhaus (mit Laden)                       | | 1908–1909                    | Barca, Adolph/Pierstorff, Ulrich                     | 30571    | BW |
| 17625 (1360) | Lutterothstraße 71 (Lage) | O   | Mehrfamilienhaus (mit Laden)                       | | 1908–1909; 1950–1951         | Krug, Heinrich/Martens; Jürgensen (Wiederaufbau)     | 30586    | BW |
| 18584        | Lutterothstraße 72 (Lage) | O   | Mehrfamilienhaus (mit Laden)                       | | 1908–1909                    | Barca, Adolph/Pierstorff, Ulrich                     | 30571    | BW |
| 18459 (1360) | Lutterothstraße 73 (Lage) | O   | Mehrfamilienhaus (mit Laden)                       | | 1908–1909; 1950–1951         | Krug, Heinrich/Martens                               | 30586    | BW |
| 29117        | Lutterothstraße 74 (Lage) | O   | Mehrfamilienhaus                                   | | Nicht ermittelt              | Nicht ermittelt                                      | 30571    | BW |
| 19012        | Lutterothstraße 75 (Lage) | O   | Mehrfamilienhaus (mit Laden)                       | | 1909–1910                    | Lindhorst, Albert                                    | 30587    | BW |
| 17297        | Lutterothstraße 76 (Lage) | O   | Mehrfamilienhaus                                   | | 1908–1909                    | Hansen, Johannes Carl                                | 30572    | BW |
| 19011        | Lutterothstraße 77, 79 (Lage) | O   | Mehrfamilienhaus (mit Laden); Einfriedung (Nr. 77) | | 1909–1910                    | Lindhorst, Albert                                    | 30587    | BW |
| 17290 (1738) | Lutterothstraße 78, 80 (Lage) | O   | Schule (Volksschule)                               | | 1910–1912                    | Schumacher, Fritz/Maetzel, Hermann Emil/Erbe, Albert | 30572    | weitere Bilder |
| 17141        | Lutterothstraße 78, 80 (Lage) | O   | Grenzstein                                         | | nicht ermittelt              |                                                      |          | |
| 19010        | Lutterothstraße 81, 83 (Lage) | O   | Mehrfamilienhaus (mit Laden); Einfriedung          | | 1910                         | Lindhorst, Albert                                    | 30587    | BW |
| 18601        | Lutterothstraße 82 (Lage) | O   | Mehrfamilienhaus (mit Laden)                       | | 1909–1910                    | Hansen, Johannes Carl                                | 30572    | BW |
| 17289        | Lutterothstraße 84 (Lage) | O   | Mehrfamilienhaus                                   | | 1909–1910                    | Hansen, Johannes Carl                                | 30572    | BW |
| 19009        | Lutterothstraße 85, 87 (Lage) | O   | Mehrfamilienhaus; Einfriedung                      | | 1910–1911                    | Lindhorst, Albert                                    | 30587    | BW |
| 17292        | Lutterothstraße 86 (Lage) | O   | Mehrfamilienhaus                                   | | 1909–1910                    | Hansen, Johannes Carl                                | 30572    | BW |
| 18600        | Lutterothstraße 88 (Lage) | O   | Mehrfamilienhaus (mit Laden)                       | | 1909–1910                    | Hansen, Johannes Carl                                | 30572    | BW |
| 19008        | Lutterothstraße 89, 91 (Lage) | O   | Mehrfamilienhaus (mit Laden)                       | | 1910–1911                    | Lindhorst, Albert                                    | 30587    | BW |
| 17293        | Lutterothstraße 90 (Lage) | O   | Mehrfamilienhaus (mit Laden)                       | | 1909–1910                    | Hansen, Johannes Carl                                | 30572    | BW |
| 17303        | Lutterothstraße 92 (Lage) | O   | Mehrfamilienhaus                                   | | 1910–1911                    | Nagel & Dehmlow (Nagel, T./Dehmlow, Ernst)           | 30572    | BW |
| 19007        | Lutterothstraße 93 (Lage) | O   | Mehrfamilienhaus (mit Laden)                       | | 1909–1910                    | Nagel & Dehmlow (Nagel, T./Dehmlow, Ernst)           | 30587    | BW |
| 17291        | Lutterothstraße 94, 96 (Lage) | O   | Mehrfamilienhaus                                   | | 1910–1911                    | Nagel & Dehmlow (Nagel, T./Dehmlow, Ernst)           | 30572    | BW |
| 19048        | Lutterothstraße 95, 97 (Lage) | O   | Mehrfamilienhaus; Einfriedung                      | | 1910–1911                    | Nagel & Dehmlow (Nagel, T./Dehmlow, Ernst)           | 30587    | BW |
| 11752 (1738) | Lutterothstraße 98 (Lage) | O   | Pastorat                                           | Pastorat Stephanuskirche                                                                                   | 1912                         | Distel & Grubitz (Distel, Hermann/Grubitz, August)   | 30572    | BW |
| 19050        | Lutterothstraße 99, 101 (Lage) | O   | Mehrfamilienhaus (mit Laden); Einfriedung          | | 1910–1911                    | Nagel & Dehmlow (Nagel, T./Dehmlow, Ernst)           | 30587    | BW |
| 17302 (1738) | Lutterothstraße 100 (Lage) | O   | Kirche                                             | Stephanuskirche                                                                                            | 1912                         | Distel & Grubitz (Distel, Hermann/Grubitz, August)   | 30572    | |
| 19016        | Lutterothstraße 103 (Lage) | O   | Mehrfamilienhaus                                   | | 1910–1911                    | Nagel & Dehmlow (Nagel, T./Dehmlow, Ernst)           | 30587    | BW |
| 17138        | Lutterothstraße in der Straße gegenüber von Nr. 102 (Lage) | O   | Grenzstein                                         | | 1911 (vermutl.)              |                                                      |          | |
| 17149        | Lutterothstraße in der Straße gegenüber von Nr. 102 (Lage) | O   | Grenzstein                                         | | 1911 (vermutl.)              |                                                      |          | |
| 17136        | Lutterothstraße in der Straße gegenüber von Nr. 103 (Lage) | O   | Grenzstein                                         | | 1911                         |                                                      |          | BW |
| 17137        | Lutterothstraße in der Straße gegenüber von Nr. 104 (Lage) | O   | Grenzstein                                         | | 1911 (vermutl.)              |                                                      |          | |
| 17147        | Lutterothstraße in der Straße östlich von Nr. 105 (Lage) | O   | Grenzstein                                         | | 1913, um                     |                                                      |          | |
| 18262        | Matthesonstraße 1 (Lage) | O   | Mehrfamilienhaus                                   | | 1903–1904                    | Behrend, S. J.                                       | 30550    | BW |
| 18843        | Matthesonstraße 3 (Lage) | O   | Mehrfamilienhaus                                   | | 1903–1905                    | Behrend, S.; Beckert, C.                             | 30550    | BW |
| 18842        | Matthesonstraße 5 (Lage) | O   | Mehrfamilienhaus (mit Laden, vermutl.)             | | 1903–1904                    | Behrend, S.; Breede, N. H. T.                        | 30550    | BW |
| 18837        | Matthesonstraße 6 (Lage) | O   | Mehrfamilienhaus                                   | | 1904                         | nicht ermittelbar                                    | 30550    | BW |
| 18829        | Matthesonstraße 7 (Lage) | O   | Mehrfamilienhaus                                   | | 1903–1904                    | Behrend, S.; Breede, N. H. T.                        | 30550    | BW |
| 18836        | Matthesonstraße 8 (Lage) | O   | Mehrfamilienhaus                                   | | 1903–1905                    | Kaune, Heinrich                                      | 30550    | BW |
| 18840        | Matthesonstraße 9 (Lage) | O   | Mehrfamilienhaus                                   | | 1903–1904                    | Behrend, S.; Breede, N. H. T.                        | 30550    | BW |
| 18835        | Matthesonstraße 10 (Lage) | O   | Mehrfamilienhaus                                   | | 1903–1905                    | Kaune, Heinrich/Budde, C.                            | 30550    | BW |
| 18851        | Matthesonstraße 11 (Lage) | O   | Mehrfamilienhaus                                   | | 1906–1908                    | Rauch, Paul; König, Emil                             | 30550    | BW |
| 18834        | Matthesonstraße 12 (Lage) | O   | Mehrfamilienhaus                                   | | 1903–1905                    | Kaune, Heinrich/Budde, C.                            | 30550    | BW |
| 18838        | Matthesonstraße 13 (Lage) | O   | Mehrfamilienhaus (mit Laden, vermutl.)             | | 1906–1908                    | Rauch, Paul; König, Emil                             | 30550    | BW |
| 18833        | Matthesonstraße 14 (Lage) | O   | Mehrfamilienhaus                                   | | 1903–1905                    | Kaune, Heinrich/Budde, C.                            | 30550    | BW |
| 18408        | Methfesselstraße 1 (Lage) | O   | Grenzstein                                         | | 1800                         |                                                      |          | |
| 18439        | Methfesselstraße 1 (Lage) | O   | Grenzstein                                         | | nicht ermittelt              |                                                      |          | BW |
| 19743        | Methfesselstraße 1 (Lage) | O   | Grenzstein                                         | | 1800                         |                                                      |          | BW |
| 19874        | Methfesselstraße 1 (Lage) | O   | Grenzstein                                         | | nicht ermittelt              |                                                      |          | BW |
| 18832        | Methfesselstraße 2 (Lage) | O   | Mehrfamilienhaus; Einfriedung                      | | 1903                         | Lindhorst, Albert                                    | 30550    | BW |
| 18849        | Methfesselstraße 3 (Lage) | O   | Mehrfamilienhaus; Einfriedung                      | | 1903–1904                    | Stöterau, Chr.                                       | 30550    | BW |
| 18860        | Methfesselstraße 4 (Lage) | O   | Mehrfamilienhaus                                   | | 1903                         | Lindhorst, Albert                                    | 30550    | BW |
| 18745        | Methfesselstraße 6 (Lage) | O   | Mehrfamilienhaus (mit Laden); Einfriedung          | | 1903–1904                    | Frühauf, Carl Heinrich                               | 30550    | BW |
| 18848        | Methfesselstraße 7 (Lage) | O   | Mehrfamilienhaus (mit Laden); Einfriedung          | | 1903–1905                    | Rauch, Paul; Hellige, Chr.                           | 30550    | BW |
| 18254        | Methfesselstraße 8 (Lage) | O   | Mehrfamilienhaus                                   | | 1904–1905                    | Rauch, Paul; Hellige, Chr.                           | 30550    | BW |
| 18847        | Methfesselstraße 9 (Lage) | O   | Mehrfamilienhaus                                   | | 1903–1904                    | Rauch, Paul; Hellige, Chr.                           | 30550    | |
| 18255        | Methfesselstraße 10 (Lage) | O   | Mehrfamilienhaus; Einfriedung                      | | 1904–1905                    | Rauch, Paul; Hellige, Chr.                           | 30550    | BW |
| 18846        | Methfesselstraße 11 (Lage) | O   | Mehrfamilienhaus                                   | | 1904 (vermutl.)              | Rauch, Paul; Hellige, Chr.                           | 30550    | |
| 18747        | Methfesselstraße 12 (Lage) | O   | Mehrfamilienhaus; Einfriedung                      | | 1904–1905                    | Rauch, Paul; Hellige, Chr.                           | 30550    | BW |
| 18845        | Methfesselstraße 13 (Lage) | O   | Mehrfamilienhaus; Einfriedung                      | | 1904 (vermutl.)              | Rauch, Paul; Hellige, Chr.                           | 30550    | |
| 18746        | Methfesselstraße 14 (Lage) | O   | Mehrfamilienhaus                                   | | 1904–1905                    | Rauch, Paul; Hellige, Chr.                           | 30550    | BW |
| 18844        | Methfesselstraße 15 (Lage) | O   | Mehrfamilienhaus                                   | | 1904                         | Rauch, Paul; Hellige, Chr.                           | 30550    | |
| 19089        | Methfesselstraße 65 (Lage) | O   | Mehrfamilienhaus                                   | | 1906–1907                    | Höltig, E. C. H.                                     | 30587    | BW |
| 18975        | Methfesselstraße 67 (Lage) | O   | Mehrfamilienhaus                                   | | 1909                         | Stüwe, Otto                                          | 30587    | BW |
| 17295        | Methfesselstraße 69 (Lage) | O   | Mehrfamilienhaus (mit Gaststätte und Laden)        | | 1908–1909                    | Hansen, Johannes Carl                                | 30572    | BW |
| 18599        | Methfesselstraße 71 (Lage) | O   | Mehrfamilienhaus (mit Laden)                       | | 1908–1909                    | Hansen, Johannes Carl                                | 30572    | BW |
| 17294        | Methfesselstraße 73 (Lage) | O   | Mehrfamilienhaus/Gaststätte                        | | 1908–1909                    | Hansen, Johannes Carl                                | 30572    | BW |
| 18455 (1360) | Methfesselstraße 84 (Lage) | O   | Mehrfamilienhaus (mit Laden)                       | | 1899                         | Just, Emil Richard                                   | 30586    | BW |
| 18451 (1360) | Methfesselstraße 84, 86 (Lage) | O   | Mehrfamilienhaus (mit Laden)                       | | 1899                         | Just, Emil Richard                                   | 30586    | BW |
| 18456 (1360) | Methfesselstraße 86 (Lage) | O   | Mehrfamilienhaus (mit Laden)                       | | 1899                         | Just, Emil Richard                                   | 30586    | BW |
| 18450 (1360) | Methfesselstraße 88 (Lage) | O   | Mehrfamilienhaus (mit Laden)                       | | 1908–1909; 1950–1951         | Krug, Heinrich/Martens; Jürgensen (Wiederaufbau)     | 30586    | BW |
| 18463 (1360) | Methfesselstraße 90 (Lage) | O   | Mehrfamilienhaus (mit Laden)                       | | 1908–1909; 1950–1951         | Krug, Heinrich/Martens; Jürgensen (Wiederaufbau)     | 30586    | BW |
| 18447 (1360) | Methfesselstraße 92 (Lage) | O   | Mehrfamilienhaus (mit Laden)                       | | 1908–1909; 1950–1951         | Krug, Heinrich/Martens; Jürgensen (Wiederaufbau)     | 30586    | BW |
| 18454 (1360) | Methfesselstraße 94 (Lage) | O   | Mehrfamilienhaus (mit Laden)                       | | 1908–1909; 1950–1951         | Krug, Heinrich/Martens; Jürgensen (Wiederaufbau)     | 30586    | BW |
| 18460 (1360) | Methfesselstraße 96 (Lage) | O   | Mehrfamilienhaus (mit Laden)                       | | 1908–1909; 1950–1951         | Krug, Heinrich/Martens; Jürgensen (Wiederaufbau)     | 30586    | |
| 29118        | Methfesselstraße 100 (Lage) | O   | Mehrfamilienhaus                                   | | Nicht ermittelt              | Nicht ermittelt                                      | 30571    | BW |
| 18579        | Methfesselstraße 102 (Lage) | O   | Mehrfamilienhaus                                   | | 1907                         | Nagel & Dehmlow (Nagel, T./Dehmlow, Ernst)           | 30571    | BW |
| 30581        | Odenwaldstraße 2, 3, 4, 5, 6, 7, 8, 9, 10, 11, 12, 13, 14, o.Nr., Prätoriusweg 1, 2, 4, 6, 8, 10, 12, 14, 16, o.Nr., Telemannstraße 19, 21, 23 (Lage) | E   |                                                    | Odenwaldstraße / Prätoriusweg / Telemannstraße                                                             |                              |                                                      | 30581    | |
| 18885        | Odenwaldstraße 2 (Lage) | O   | Mehrfamilienhaus (mit Laden)                       | | 1907–1908                    | Lindhorst, Albert                                    | 30581    | weitere Bilder |
| 17152        | Odenwaldstraße 3, 5 (Lage) | O   | Mehrfamilienhaus                                   | | 1907–1908                    | Lindhorst, Albert                                    | 30581    | |
| 18886        | Odenwaldstraße 4 (Lage) | O   | Mehrfamilienhaus                                   | | 1907–1908                    | Lindhorst, Albert                                    | 30581    | weitere Bilder |
| 18884        | Odenwaldstraße 6 (Lage) | O   | Mehrfamilienhaus (mit Laden)                       | | 1910–1911                    | Schumek/Würdemann                                    | 30581    | |
| 18874        | Odenwaldstraße 7 (Lage) | O   | Mehrfamilienhaus                                   | | 1909–1910                    | Herr, Wilhelm                                        | 30581    | |
| 18883        | Odenwaldstraße 8, 10 (Lage) | O   | Mehrfamilienhaus (mit Laden)                       | | 1910–1912                    | Schumek/Würdemann                                    | 30581    | |
| 18888        | Odenwaldstraße 9 (Lage) | O   | Mehrfamilienhaus                                   | | 1909–1910                    | Herr, Wilhelm                                        | 30581    | |
| 18890        | Odenwaldstraße 11, 13 (Lage) | O   | Mehrfamilienhaus                                   | | 1909–1910                    | Herr, Wilhelm                                        | 30581    | |
| 18882        | Odenwaldstraße 12 (Lage) | O   | Mehrfamilienhaus                                   | | 1910–1911                    | Schumek/Würdemann                                    | 30581    | |
| 18881        | Odenwaldstraße 14 (Lage) | O   | Mehrfamilienhaus (mit Laden)                       | | 1910                         | Schumek/Würdemann                                    | 30581    | |
| 18878        | Odenwaldstraße o.Nr. (Lage) | O   | Straßenpflaster                                    | | 1911                         |                                                      | 30581    | |
| 17140 (765)  | Osterstraße 124 (Lage) | O   | Mehrfamilienhaus/Kino                              | Großkino Emelka-Palast, ehem.                                                                              | 1927/1928; 1953              | Schneider, Karl; Wegehaupt, W. H.                    |          | |
| 18877        | Prätoriusweg 1 (Lage) | O   | Mehrfamilienhaus                                   | | 1910–1911                    | Schumek/Würdemann                                    | 30581    | BW |
| 18893        | Prätoriusweg 2 (Lage) | O   | Mehrfamilienhaus                                   | | 1907–1908                    | Lindhorst, Albert                                    | 30581    | weitere Bilder |
| 18892        | Prätoriusweg 4 (Lage) | O   | Mehrfamilienhaus                                   | | 1909                         | Lindhorst, Albert                                    | 30581    | |
| 18891        | Prätoriusweg 6 (Lage) | O   | Mehrfamilienhaus (mit Laden)                       | | 1911–1912                    | Solvie, Hugo                                         | 30581    | BW |
| 17153        | Prätoriusweg 8 (Lage) | O   | Mehrfamilienhaus                                   | | 1909                         | Nagel & Dehmlow (Nagel, T./Dehmlow, Ernst)           | 30581    | BW |
| 18880        | Prätoriusweg 10 (Lage) | O   | Mehrfamilienhaus (mit Laden)                       | | 1909–1910                    | Nagel & Dehmlow (Nagel, T./Dehmlow, Ernst)           | 30581    | BW |
| 18889        | Prätoriusweg 12 (Lage) | O   | Mehrfamilienhaus                                   | | 1912                         | Schumacher, W.                                       | 30581    | BW |
| 18875        | Prätoriusweg 14 (Lage) | O   | Mehrfamilienhaus                                   | | 1912                         | Schumacher, W.                                       | 30581    | BW |
| 17151        | Prätoriusweg 16 (Lage) | O   | Mehrfamilienhaus                                   | | 1909                         | Nagel & Dehmlow (Nagel, T./Dehmlow, Ernst)           | 30581    | BW |
| 18876        | Prätoriusweg o.Nr. (Lage) | O   | Straßenpflaster                                    | | 1910                         |                                                      | 30581    | |
| 18437 (1533) | Rellinger Straße 9 (Lage) | O   | Grenzstein                                         | | 1799                         |                                                      |          | BW |
| 18817        | Rellinger Straße 18 (Lage) | O   | Mehrfamilienhaus (mit Laden, vermutl.)             | | 1905, um                     | nicht ermittelbar                                    | 30550    | BW |
| 18828        | Rellinger Straße 20 (Lage) | O   | Mehrfamilienhaus (mit Laden)                       | | 1903–1904                    | Just, Emil Richard                                   | 30550    | BW |
| 18815        | Rellinger Straße 22 (Lage) | O   | Mehrfamilienhaus (mit Laden)                       | | 1903–1905                    | Just, Emil Richard                                   | 30550    | |
| 18274        | Rellinger Straße 23 (Lage) | O   | Mehrfamilienhaus (mit Laden, vermutl.)             | | 1903 (vermutl.)              | Kaune, Heinrich/Kaune, Heinz                         | 30550    | |
| 18265        | Rellinger Straße 25 (Lage) | O   | Mehrfamilienhaus                                   | | 1904                         | Kaune, Heinrich                                      | 30550    | |
| 18264        | Rellinger Straße 26 (Lage) | O   | Mehrfamilienhaus                                   | | 1908                         | Krümicken, Wilhelm                                   | 30550    | |
| 18271        | Rellinger Straße 28 (Lage) | O   | Mehrfamilienhaus                                   | | 1905–1907                    | Schröder, August                                     | 30550    | |
| 18257        | Rellinger Straße 29 (Lage) | O   | Mehrfamilienhaus (mit Laden)                       | | 1904                         | Frühauf, Carl Heinrich                               | 30550    | |
| 18853        | Rellinger Straße 30 (Lage) | O   | Mehrfamilienhaus                                   | | 1904–1906                    | Harra, Carl                                          | 30550    | |
| 18267        | Rellinger Straße 31 (Lage) | O   | Mehrfamilienhaus (mit Laden)                       | | 1904                         | Frühauf, Carl Heinrich                               | 30550    | |
| 18268        | Rellinger Straße 33 (Lage) | O   | Mehrfamilienhaus (mit Laden)                       | | 1904                         | Frühauf, Carl Heinrich                               | 30550    | |
| 18859        | Rellinger Straße 34 (Lage) | O   | Mehrfamilienhaus                                   | | 1955                         | nicht ermittelt                                      | 30550    | BW |
| 18269        | Rellinger Straße 35 (Lage) | O   | Mehrfamilienhaus (mit Laden)                       | | 1904–1905                    | Frühauf, Carl Heinz                                  | 30550    | |
| 18270        | Rellinger Straße 37 (Lage) | O   | Mehrfamilienhaus (mit Laden)                       | | 1905                         | Stüwe, Otto                                          | 30550    | |
| 18854        | Rellinger Straße 39 (Lage) | O   | Mehrfamilienhaus                                   | | 1903–1905                    | Tessen, Carl                                         | 30550    | |
| 18867        | Rellinger Straße 41 (Lage) | O   | Mehrfamilienhaus                                   | | 1904                         | Ströh, F.                                            | 30550    | |
| 18272        | Rellinger Straße 42 (Lage) | O   | Mehrfamilienhaus (mit Laden)                       | | 1905–1906                    | Ströh, F.                                            | 30550    | |
| 18865        | Rellinger Straße 43 (Lage) | O   | Mehrfamilienhaus                                   | | 1905, um                     | nicht ermittelbar                                    | 30550    | BW |
| 18855        | Rellinger Straße 44 (Lage) | O   | Mehrfamilienhaus                                   | | 1904                         | Behrend, E./Behrend, S. J.                           | 30550    | |
| 18852        | Rellinger Straße 45 (Lage) | O   | Mehrfamilienhaus                                   | | 1903                         | Ströh, Claus Christian/Tessen, C.                    | 30550    | |
| 18873        | Rellinger Straße 47 (Lage) | O   | Mehrfamilienhaus                                   | | 1902/1903                    | Ströh, Claus Christian                               | 30550    | |
| 18864        | Rellinger Straße 49 (Lage) | O   | Mehrfamilienhaus                                   | | 1903                         | Ströh, Claus Christian/Ströh, H.                     | 30550    | |
| 18256        | Rellinger Straße 50 (Lage) | O   | Mehrfamilienhaus                                   | | 1903–1904                    | Frühauf, Carl Heinrich                               | 30550    | BW |
| 18858        | Rellinger Straße 51 (Lage) | O   | Mehrfamilienhaus                                   | | 1902/1903                    | Lindhorst, Albert                                    | 30550    | |
| 18856        | Rellinger Straße 52 (Lage) | O   | Mehrfamilienhaus                                   | | 1903–1904                    | Frühauf, Carl Heinrich                               | 30550    | BW |
| 18806        | Rellinger Straße 53 (Lage) | O   | Mehrfamilienhaus (mit Laden)                       | | 1902/1903                    | Lindhorst, Albert                                    | 30550    | |
| 18615        | Rellinger Straße 55 (Lage) | O   | Mehrfamilienhaus                                   | | 1902/1903                    | Lindhorst, Albert                                    | 30550    | |
| 18735        | Rellinger Straße 56 (Lage) | O   | Mehrfamilienhaus                                   | | 1906–1907                    | Rauch, Paul; König, Emil                             | 30550    | BW |
| 18821        | Rellinger Straße 57 (Lage) | O   | Mehrfamilienhaus                                   | | 1902/1903                    | Lindhorst, Albert                                    | 30550    | |
| 29031        | Rellinger Straße 58 (Lage) | O   | Mehrfamilienhaus                                   | | 1907                         | Rauch, Paul; König, Emil                             | 30550    | BW |
| 18820        | Rellinger Straße 59 (Lage) | O   | Mehrfamilienhaus                                   | | 1902/1903                    | Lindhorst, Albert                                    | 30550    | |
| 18819        | Rellinger Straße 61 (Lage) | O   | Mehrfamilienhaus (mit Gaststätte und Laden)        | | 1903                         | Lindhorst, Albert                                    | 30550    | BW |
| 18807        | Rellinger Straße 63 (Lage) | O   | Mehrfamilienhaus (mit Laden)                       | | 1906                         | Stöterau, Chr.                                       | 30550    | |
| 18405        | Rellinger Straße 73 (Lage) | O   | Grenzstein                                         | | 20. Jh., 1. Hälfte, vermutl. | nicht ermittelt                                      |          | BW |
| 18404        | Rellinger Straße 75, 77 (Lage) | O   | Grenzstein                                         | | 20. Jh., 1. Hälfte, vermutl. | nicht ermittelt                                      |          | BW |
| 28666        | Rellinger Straße 77 (Lage) | O   | Grenzstein                                         | | 20. Jh., 1. Hälfte, vermutl. | nicht ermittelt                                      |          | BW |
| 18976        | Sartoriusstraße 24 (Lage) | O   | Mehrfamilienhaus                                   | | 1906–1908                    | Höltig, E. C. H.                                     | 30587    | BW |
| 19062        | Sartoriusstraße 27 (Lage) | O   | Mehrfamilienhaus (mit Laden)                       | | 1905/1910                    |                                                      | 30587    | BW |
| 18974        | Sartoriusstraße 30 (Lage) | O   | Mehrfamilienhaus                                   | | 1909–1910                    | Hansen, Johannes Carl                                | 30587    | BW |
| 19063        | Sartoriusstraße 31 (Lage) | O   | Mehrfamilienhaus (mit Laden)                       | | 1909–1910 (vermutl.)         | Hansen, Johannes Carl                                | 30587    | BW |
| 19069        | Sartoriusstraße 33 (Lage) | O   | Mehrfamilienhaus                                   | | 1909–1910                    | Nagel & Dehmlow (Nagel, T./Dehmlow, Ernst)           | 30587    | BW |
| 18972        | Sartoriusstraße 35 (Lage) | O   | Mehrfamilienhaus                                   | | 1909–1910                    | Nagel & Dehmlow (Nagel, T./Dehmlow, Ernst)           | 30587    | BW |
| 29574 (1718) | Schwenckestraße 98, 100 (Lage) | O   | Schule (Volksschule)                               | Schwenckestraße 98/100, Schulbau mit Einfriedung                                                           | 1909/11                      | Erbe, Albert                                         |          | |
| 18449 (1360) | Stellinger Weg 36 (Lage) | O   | Mehrfamilienhaus                                   | | 1899                         | Just, Emil Richard                                   | 30586    | BW |
| 18457 (1360) | Stellinger Weg 38a (Lage) | O   | Etagenhaus (Hamburger Burg)                        | | 1899                         | Just, Emil Richard                                   | 30586    | BW |
| 18970 (1360) | Stellinger Weg 38b (Lage) | O   | Mehrfamilienhaus                                   | | 1899                         | Just, Emil Richard                                   | 30586    | BW |
| 18448 (1360) | Stellinger Weg 38c (Lage) | O   | Mehrfamilienhaus                                   | | 1899                         | Just, Emil Richard                                   | 30586    | BW |
| 18452 (1360) | Stellinger Weg 38d (Lage) | O   | Mehrfamilienhaus                                   | | 1899                         | Just, Emil Richard                                   | 30586    | BW |
| 18971 (1360) | Stellinger Weg 38e (Lage) | O   | Mehrfamilienhaus                                   | | 1899                         | Just, Emil Richard                                   | 30586    | BW |
| 18458 (1360) | Stellinger Weg 38f (Lage) | O   | Mehrfamilienhaus                                   | | 1899                         | Just, Emil Richard                                   | 30586    | BW |
| 19059        | Stellinger Weg 53, 55 (Lage) | O   | Mehrfamilienhaus                                   | | 1909–1910                    | Lindhorst, Albert                                    | 30587    | BW |
| 18978        | Stellinger Weg 57 (Lage) | O   | Mehrfamilienhaus                                   | | 1909–1910                    | Lindhorst, Albert                                    | 30587    | BW |
| 19261 (1739) | Telemannstraße 10 (Lage) | O   | Schule (Volksschule)                               | Schulgebäude mit Turnhalle, Schulhofmauer, Bauschmuck                                                      | 1909–1911                    | Erbe, Albert; Schmidt                                | 30619    | weitere Bilder |
| 18895        | Telemannstraße 19, 21 (Lage) | O   | Mehrfamilienhaus                                   | | 1907–1908                    | Lindhorst, Albert                                    | 30581    | |
| 18894        | Telemannstraße 23 (Lage) | O   | Mehrfamilienhaus                                   | | 1907–1908                    | Lindhorst, Albert                                    | 30581    | |
| 18862        | Voigtstraße 1 (Lage) | O   | Mehrfamilienhaus                                   | | 1903                         | Frieling, Theodor                                    | 30550    | BW |
| 18614        | Voigtstraße 3 (Lage) | O   | Mehrfamilienhaus (mit Laden)                       | | 1905–1906                    | Cordes, G. C. W.; Olesen, J.                         | 30550    | |
| 18797        | Voigtstraße 4 (Lage) | O   | Mehrfamilienhaus (mit Laden)                       | | 1903                         | Kaune, Heinrich                                      | 30550    | BW |
| 18808        | Voigtstraße 5 (Lage) | O   | Mehrfamilienhaus (mit Laden)                       | | 1905–1906                    | Cordes, G. C. W.                                     | 30550    | |
| 18714        | Voigtstraße 7 (Lage) | O   | Mehrfamilienhaus (mit Laden)                       | | 1905–1906                    | Cordes, G. C. W.; Barca, Adolph; Winterfeldt, (?)    | 30550    | |
| 18715        | Voigtstraße 9 (Lage) | O   | Mehrfamilienhaus (mit Laden, vermutl.)             | | 1905                         | Cordes, G. C. W.                                     | 30550    | |
| 18716        | Voigtstraße 11 (Lage) | O   | Mehrfamilienhaus (mit Laden, vermutl.)             | | 1905                         | Cordes, G. C. W.                                     | 30550    | |
| 18795        | Voigtstraße 13 (Lage) | O   | Mehrfamilienhaus (mit Laden)                       | | 1906                         | Cordes, G. C. W.                                     | 30550    | |
| 18610        | Voigtstraße 15 (Lage) | O   | Mehrfamilienhaus (mit Laden)                       | | 1906                         | Harra, Carl                                          | 30550    | |
| 18260        | Voigtstraße o.Nr. (Lage) | O   | Straßenpflaster                                    | | 1907                         |                                                      | 30550    | BW |
| 18739        | Weckmannweg 3, 5 (Lage) | O   | Mehrfamilienhaus (mit Laden, vermutl.)             | | 1903                         | Behrend, E./Behrend, S. J.                           | 30550    | |
| 18737        | Weckmannweg 4 (Lage) | O   | Mehrfamilienhaus (mit Laden)                       | | 1902/1903                    | Frühauf, Carl Heinrich                               | 30550    | BW |
| 18738        | Weckmannweg 6 (Lage) | O   | Mehrfamilienhaus (mit Laden)                       | | 1902/1903                    | Frühauf, Carl Heinrich                               | 30550    | BW |
| 18266        | Weckmannweg 7, 9 (Lage) | O   | Mehrfamilienhaus                                   | | 1903                         | Behrend, E./Behrend, S. J.                           | 30550    | |
| 18740        | Weckmannweg 8 (Lage) | O   | Mehrfamilienhaus (mit Laden)                       | | 1902/1903                    | Frühauf, Carl Heinrich                               | 30550    | BW |
| 18741        | Weckmannweg 10 (Lage) | O   | Mehrfamilienhaus (mit Laden)                       | | 1902/1903                    | Frühauf, Carl Heinrich                               | 30550    | BW |
| 18742        | Weckmannweg 12 (Lage) | O   | Mehrfamilienhaus (mit Laden)                       | | 1902/1903                    | Frühauf, Carl Heinrich                               | 30550    | BW |
| 18743        | Weckmannweg 14 (Lage) | O   | Mehrfamilienhaus (mit Laden)                       | | 1902/1903                    | Frühauf, Carl Heinrich                               | 30550    | BW |
| 18273        | Weckmannweg 15 (Lage) | O   | Mehrfamilienhaus (mit Laden)                       | | 1904                         | Behrend, E./Behrend, S. J.                           | 30550    | |
| 18744        | Weckmannweg 16 (Lage) | O   | Mehrfamilienhaus                                   | | 1905, um                     |                                                      | 30550    | |
| 18736        | Weckmannweg o.Nr. (Lage) | O   | Straßenpflaster                                    | | 1904                         |                                                      | 30550    | |